# فالفايك
فالفايك Waalwijk  بلدية وبلدة بمقاطعة شمال برابنت، جنوبي هولندا.

## طوبوغرافيا
خريطة طوبوغرافية هولندية لبلدية فالفايك، يوليو 2013، (تقرأ بعد ثلاث نقرات على الخريطة).

## معرض صور

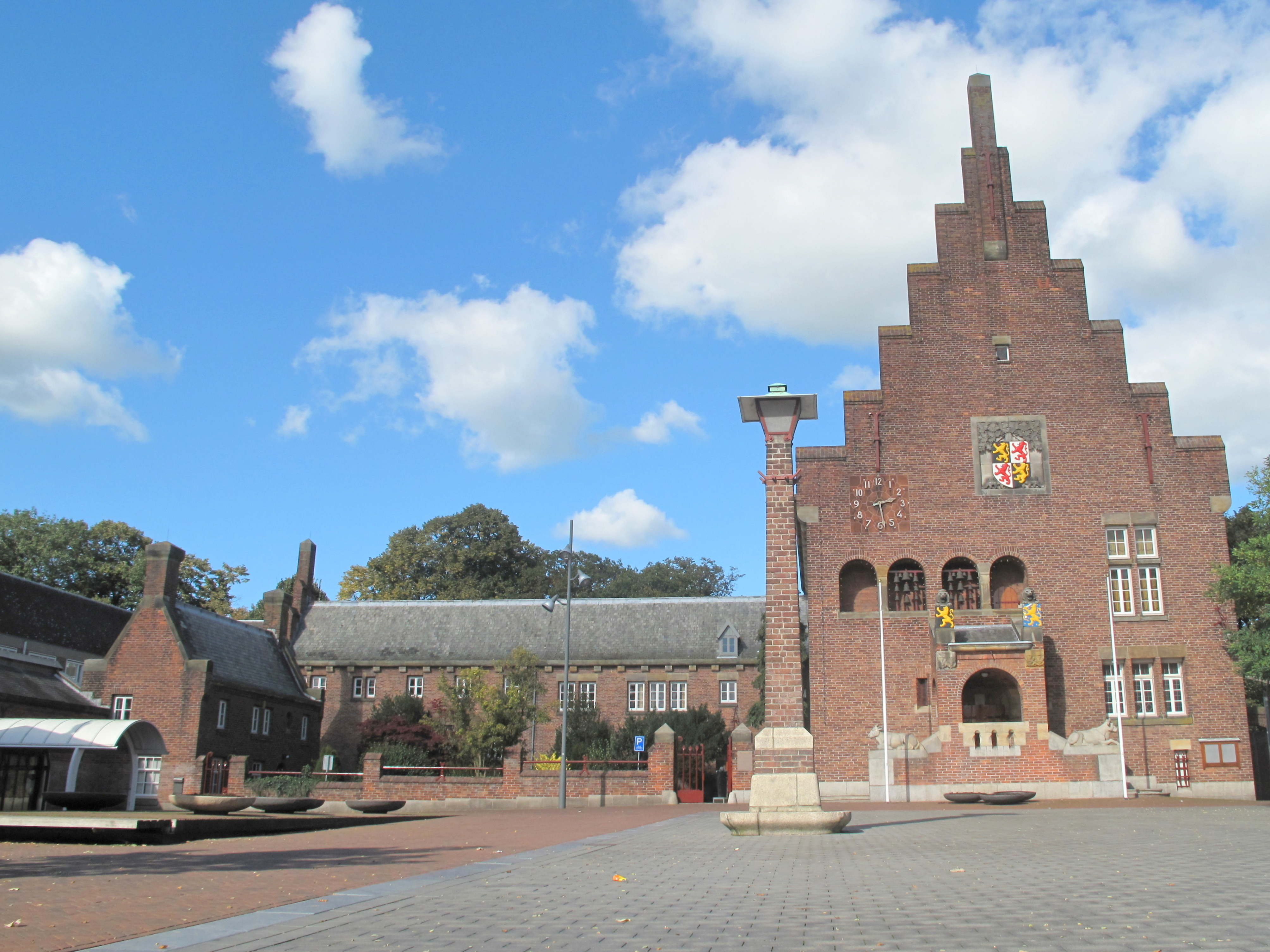
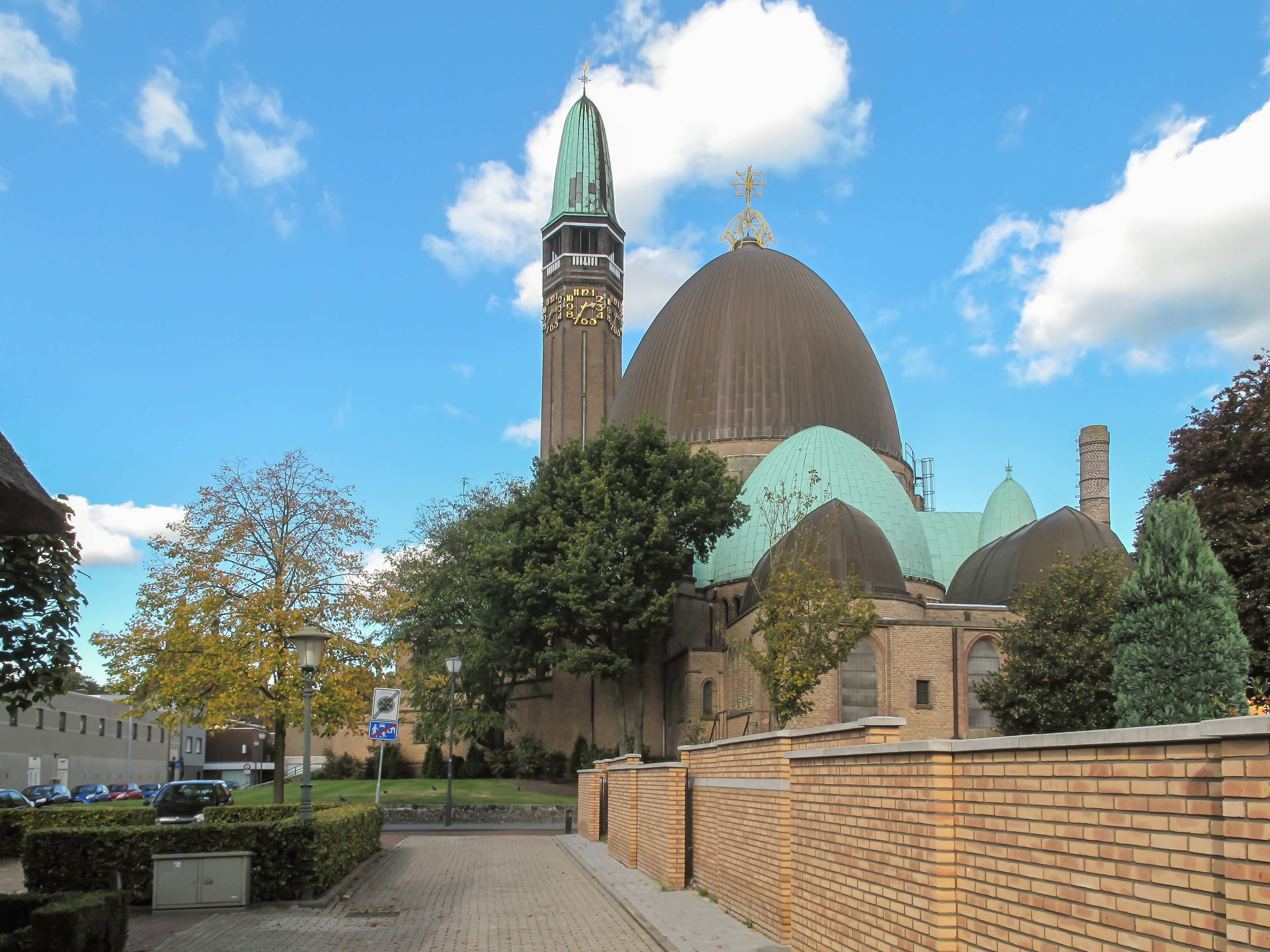
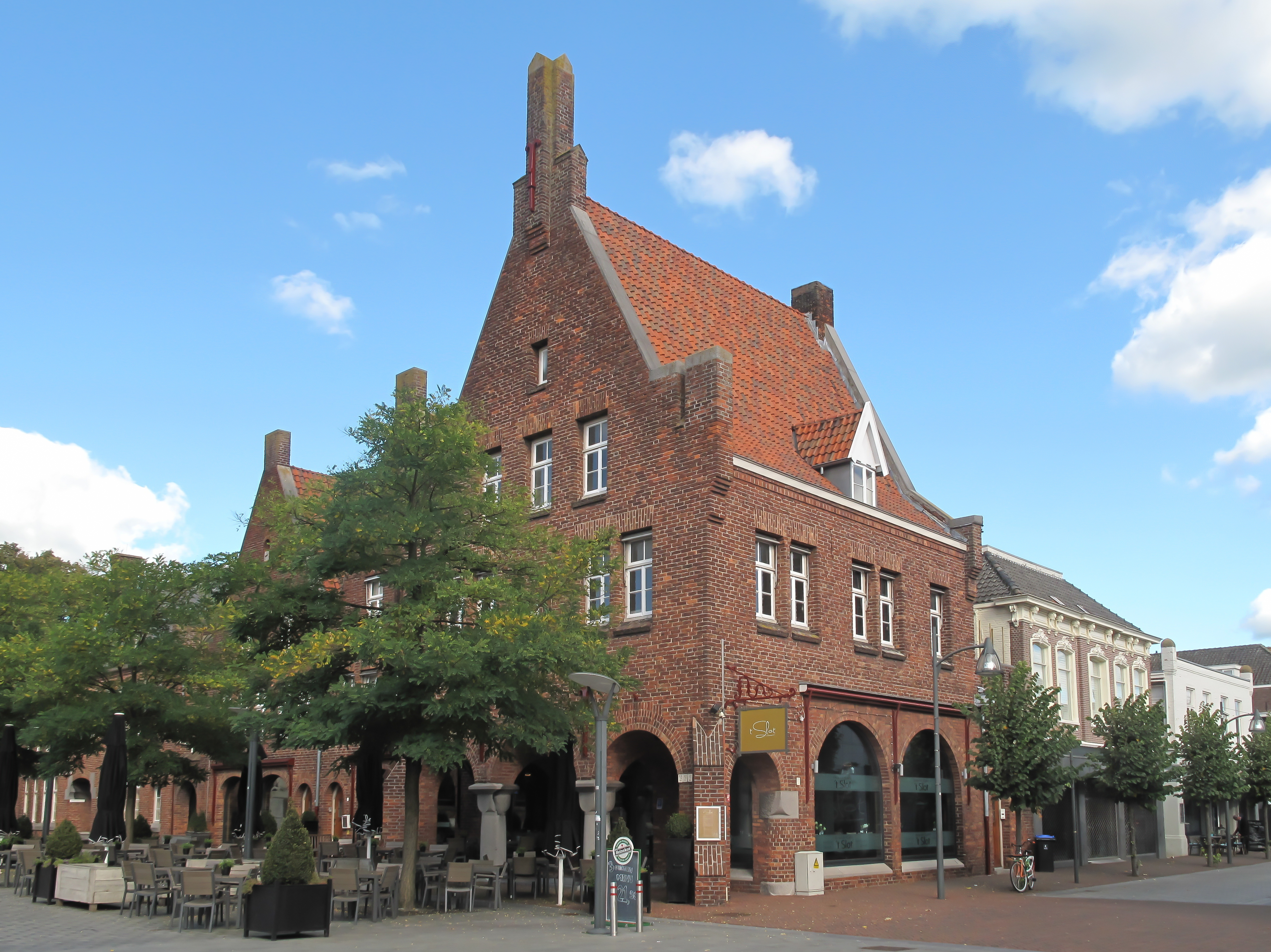
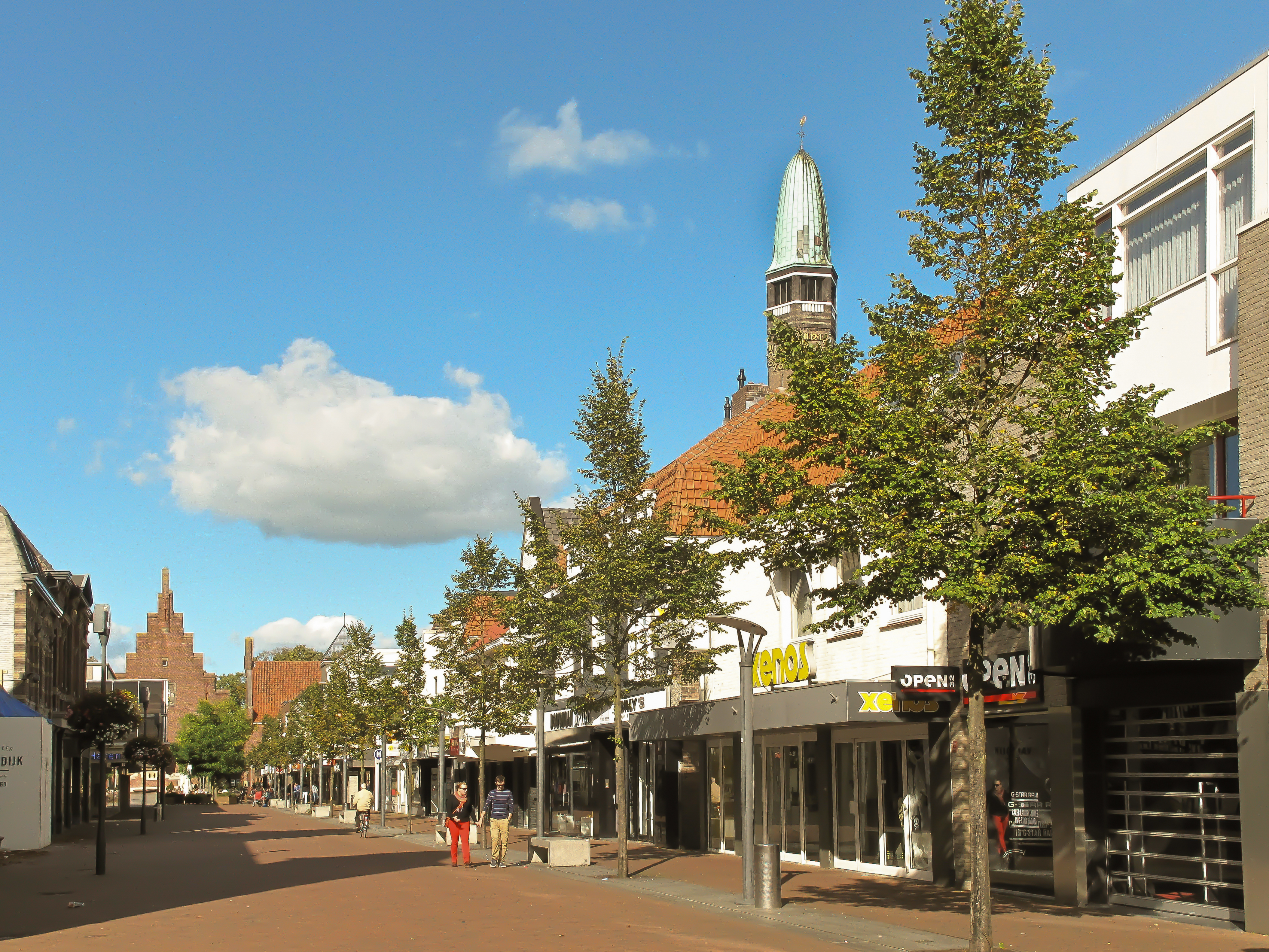

## أعلام
- فرانك فان موسيلفيلد
- مارتينوس فيلتمان
- كيفين براندز
- جس فان نيوستدت